# Monarchy of Roses
"Monarchy of Roses" é uma canção da banda de rock Red Hot Chili Peppers do álbum I'm with You. Foi anunciado como segundo single do álbum em 17 setembro de 2011 em entrevista a BBC Radio 2 com Anthony Kiedis e Chad Smith. Foi lançado nas rádios em 25 de outubro nos Estados Unidos. O clipe e o CD do single foram lançados em 14 de novembro de 2011.

## Clipe
O vídeo é quase inteiramente preto e branco e simula uma história em quadrinhos. Nas cenas, os músicos interagem com os desenhos como personagens da animação. O clipe foi dirigido por Marc Klasfied e inspirado nas obras do artista Raymond Pettibon.

## Canções
UK Promo single 
1. "Monarchy of Roses" (Versão do álbum) – 4:14
2. "Monarchy of Roses" (Edição para rádio) – 3:43
3. "Monarchy of Roses" (Instrumental) – 4:12

## Posições
| Parada (2011)                    | Melhor Posição |
| -------------------------------- | -------------- |
| Canada Alternative Rock          | 4              |
| Canada Rock Chart                | 16             |
| US Alternative Songs (Billboard) | 17             |
| US Rock Songs (Billboard)        | 23             |